# Leiocapitella hartmanae
Leiocapitella hartmanae är en ringmaskart som beskrevs av Green 2002. Leiocapitella hartmanae ingår i släktet Leiocapitella och familjen Capitellidae. Inga underarter finns listade i Catalogue of Life.